# داليا أبو لبن
داليا عادل أحمد أبو لبن (من مواليد 4 أبريل 1995) هي لاعبة كرة قدم سعودية محترفة تلعب كمهاجمة لنادي الأهلي السعودي ومنتخب السعودية للسيدات.

## مسيرتها الكروية
بدأت داليا مسيرتها الكروية مع نادي العاصفة عام 2017 قبل أن يستحوذ عليه الشباب في أكتوبر 2022. وبرزت بشكل ملحوظ مع فريقها في النسخة الأولى من دوري المناطق للسيدات. وفازت بلقب هدافة المنطقة الغربية برصيد 11 هدفا.

### الشباب
ظهرت للمرة الأولى مع الشباب في مباراة الدوري ضد الهلال التي انتهت بخسارة فريقها 2–4. وسجلت أول هدف لها في نفس المباراة. أنهت داليا موسم 2022–23 بتسجيلها 11 هدفا، وهو أكبر عدد من الأهداف تسجله لاعبة سعودية في الدوري.

### الأهلي
في مارس 2023، أعلن الأهلي عن التعاقد مع داليا قادمةً من الشباب لمدة 3 مواسم إلى غاية 2026. وفي 14 أكتوبر 2023، لعبت أول مباراة لها مع النادي، والتي بالخسارة 1–0 أمام ناديها السابق الشباب.

## مسيرتها الدولية
كانت داليا ضمن أول قائمة للمنتخب السعودي لكرة القدم للسيدات والذي لعب في جزر المالديف وسيشيل في فبراير 2022. في 20 فبراير 2022، ظهرت لأول مرة مع المنتخب بعدما حلت بديلة لنورة البراهيم في الدقيقة 85. وفي 15 يناير 2023، سجلت أول هدف دولي لها في مرمى جزر القمر في الدقيقة 91.

## الإحصائيات

### النادي
اعتبارا من 30 ديسمبر 2023
| النادي        | الموسم        | الدوري        | الدوري | الدوري  | الكأس  | الكأس   | قاريا  | قاريا   | أخرى   | أخرى    | المجموع | المجموع |
| النادي        | الموسم        | الدرجة        | الظهور | الأهداف | الظهور | الأهداف | الظهور | الأهداف | الظهور | الأهداف | الظهور  | الأهداف |
| ------------- | ------------- | ------------- | ------ | ------- | ------ | ------- | ------ | ------- | ------ | ------- | ------- | ------- |
| الشباب        | 2023–24       | الدرجة الأولى | 14     | 11      | —      | —       | —      | —       | —      | —       | 14      | 11      |
| الشباب        | المجموع       | المجموع       | 14     | 11      | —      | —       | —      | —       | —      | —       | 14      | 11      |
| الاهلي        | 2023–24       | الدرجة الأولى | 7      | 0       | 2      | 0       | —      | —       | —      | —       | 9       | 0       |
| الاهلي        | المجموع       | المجموع       | 7      | 0       | 2      | 0       | —      | —       | —      | —       | 9       | 0       |
| المجموع الكلي | المجموع الكلي | المجموع الكلي | 21     | 0       | 2      | 0       | —      | —       | —      | —       | 23      | 11      |

### المنتخب
اعتبارا من 30 سبتمبر 2023
| المنتخب الوطني | السنة   | الظهور | الأهداف |
| -------------- | ------- | ------ | ------- |
| السعودية       | 2022    | 1      | 0       |
| السعودية       | 2023    | 5      | 1       |
| المجموع        | المجموع | 6      | 1       |

تعرض القائمة أهداف السعودية أولا، ويشير عمود الهدف إلى النتيجة بعد كل هدف سجلته داليا.
| #. | التاريخ       | المكان                                     | الخصم     | الهدف | النتيجة | المسابقة                            |
| -- | ------------- | ------------------------------------------ | --------- | ----- | ------- | ----------------------------------- |
| 1. | 15 يناير 2023 | استاد الأمير سعود بن جلوي، الخبر، السعودية | جزر القمر | 2–0   | 2–0     | البطولة الدولية الودية للسيدات 2023 |